# The Boys from Brazil
The Boys from Brazil (bra: Os Meninos do Brasil; prt: Os Comandos da Morte) é um filme de suspense e ficção científica britano-estadunidense de 1978 dirigido por Franklin J. Schaffner, com roteiro de Heywood Gould baseado no romance Os Meninos do Brasil, de Ira Levin.

## Sinopse
O caçador de nazistas Ezra Lieberman segue a pista de criminosos de guerra até a América do Sul, onde descobre e tenta impedir um plano diabólico do cientista do III Reich Josef Mengele, que tenta criar clones de Adolf Hitler.

## Elenco principal
- Gregory Peck...Dr. Josef Mengele
- Sir Laurence Olivier...Ezra Lieberman
- James Mason...Eduard Seibert
- Lilli Palmer... Esther Lieberman
- Uta Hagen... Frieda Maloney
- Steve Guttenberg...Barry Kohler
- Denholm Elliott...Sidney Beynon
- Gunter Meisner...Farnbach
- Rosemary Harris...Frau Doring

## Prêmios e indicações
| Prêmio             | Categoria            | Recipiente       | Resultado |
| ------------------ | -------------------- | ---------------- | --------- |
| Oscar 1978         | Melhor ator          | Laurence Olivier | Indicado  |
| Oscar 1978         | Melhor edição        | Robert Swink     | Indicado  |
| Oscar 1978         | Melhor trilha sonora | Jerry Goldsmith  | Indicado  |
| Globo de Ouro 1978 | Melhor ator - drama  | Gregory Peck     | Indicado  |